# مانی این د بنک (۲۰۱۲)
 مانی این د بنک  (به انگلیسی: Money in the Bank) یک رویداد غیر رایگان (Pay-Per-View) در کشتی حرفه‌ای است که توسط کمپانی WWE تهیه می‌شود و این دوره‌اش هم در ۱۵ ژوئیه ۲۰۱۲ برگزار خواهد شد. این، سومین دوره از مانی این د بنک از زمان آغاز این PPV در سال ۲۰۱۰ خواهد بود.

## دورنما
مانی این د بنک شامل هفت مسابقه کشتی هست که کشتی گیران ختلف با دشمنی قبلی وارد آن می‌شوند. کشتی گیران منفور یا محبوب هستند و با پیگیری مجموعه‌ای از رویدادها، تنش ایجاد می‌کنند.
در رویداد پیشین مانی این د بنک، کشتی گیران راء برای قرارداد قهرمانی دبلیو دبلیو ای و رقیبان اسمکدان برای فرصت قهرمانی سنگین وزن رقابت کردند. در رویداد ۲۰۱۲، دو مسابقه نردبانی پول در بانک انجام شد، یکی برای مسابقه قهرمانی دبلیو دبلیو ای و دیگری برای مسابقه قهرمانی سنگین وزن.
در ۲۵ ژوئن در راء، ویکی گررو اعلام کرد که فقط قهرمانان قبلی دبلیو دبلیو ای می‌توانند در مسابقه نردبان مانی این د بنک برای قهرمانی دبلیو دبلیو ای شرکت کنند. ۴ شرکت کننده شامل کین، کریس جریکو، بیگ شو و جان سینا بودند. قبل تر، میز از فیلمبرداری فیلم مارین۳ برگشته بود: پس او هم وارد مسابقه شد.
در ۲۹ ژوئن در اسمکدان، مسابقاتی انجام شد تا افراد برای شرکت در مسابقه نردبان اسمکدان تأیید صلاحیت شوند. در این مسابقات، دمین ساندو با شکست زک رایدر، تایسون کید با شکست جک سواگر، سنتینو مارلا و کریسچن با شکست کودی رودز و دیوید اوتانگا، تنسای با شکست جاستین گابریل تأیید صلاحیت شدند. در ۳ ژوئیه رودز با شکست دادن کریسچن و دولف زیگلر با شکست الکس رایلی در دو مسابقه اضافه به لیست افراد مانی این د بنک اضافه شدند. آخرین مسابقه در ۹ ژوئیه انجام شد که سین کارا توانست هیث اسلیتر را شکست دهد.
در ادامه، دشمنی بین سی ام پانک و دنیل براین برای قهرمانی دبلیو دبلیو ای پانک شکل گرفت. در طول دوران قهرمانی، او با موفقیت توانسته بود از عنوانش دفاع کند و چندین بار براین را شکست داده بود و آخرین بار کین هم در مسابقه شرکت داشت. در همین موقع، دوست دختر براین، ای جی لی، به پانک و کین ابراز احساسات کرد و در عین حال به براین هم تمایل داشت. ولی پانک و کین باور داشتند که او بخاطر جدا شدن از براین دچار بی‌ثباتی شده‌است. بعداً، براین، پانک و کین را شکست داد و توانست مسابقه‌ای قهرمانی در برابر پانک در مانی این د بنک بدست آورد. هفته‌ها بعد، ای جی به عنوان داور ویژه انتخاب شد. درست قبل از شروع پی پی وی، سایت کمپانی اعلام کرد که این مسابقه، بدون دیسکالیفه است.

## رویداد
مسابقه‌ای که قبل از شو انجام گرفت، بین تیم کوفی کینگستون و آرتروث در برابر هونیکو و کاماچو برای قهرمانی تگ تیم بود. آرتروث با پین کردن کاماچو برنده شد.
اولین مسابقه که پخش تلویزیونی داشت، مسابقه نردبان پول در بانک برای فرصت قهرمانی سنگین وزن بود. این مسابقه شامل دمین ساندو، تنسای، کریسچن، سنتینو مارلا، تایسون کید، دولف زیگلر، کودی رودز و سین کارا بود. سنتینو فرصتی برای بردن داشت ولی ترس او از ارتفاع باعث تاخیر شد و موفق نشد. سپس کودی آماده گرفتن چمدان شد ولی ویکی گررو حواس او را پرت کرد و دولف به او حمله کرد. سپس کید به دولف حمله کرد و او را از نردبان به پایین پرت کرد. در بیرون رینگ هم تنسای نردبانی را قرار داد و سین کارا را روی آن پرتاب کرد. کریسچن در شرف پیروزی بود اما زیگلر وارد رینگ شد و با پرتاب کردن کریسچن، چمدان را بدست آورد.
مسابقه بعد برای قهرمانی سنگین وزن بین شیمس و آلبرتو دلریو بود. شیمس با شانه آسیب دیده وارد شد. دلریو جمعه پیش به او آسیب زده بود. در طول مسابقه شیمس تصادفی شانه چپ خود را به میله کنار رینگ زد. علی‌رغم مصدومیت، شیمس توانست حرکت "وایت نویز" را اجرا کند و با حرکت "بروگ کیک" برنده شود.
مسابقه تیمی دیگر بین "پرایم تایم پلیرز" و پریمو و اپیکو بود. قهرمانان تیمی، کینگستون و آرتروث در کنار رینگ با مفسران بودند. "پرایم تایم پلیرز" به پیروزی نزدیک بودند. اما درن یانگ تمرکز خود را از دست داد و پریمو با حرکت "رول" برنده شد.
مسابقه چهارم، مسابقه بدون دیسکالیفه قهرمانی دبلیو دبلیو ای بین سی ام پانک و دنیل براین با داوری ای جی بود. در طول مسابقه پانک تصادفی به‌ای جی خورد. براین از این موقعیت استفاده کرد و تظاهر کرد نگران وضع سلامتی ای جی است. وقتی ای جی را بردند، براین روی دنده‌های مجروح قهرمان کار کرد. پانک فرصتی بدست آورد تا حرکت "جی تی اس" را انجام دهد ولی براین اجازه نداد. براین می‌توانست حرکت "سرفبورد" را انجام دهد اما پانک نگذاشت. ای جی برگشت و داور دوم را برگرداند. هر دو کشتی‌گیر روی زمین افتاده بودند. ای جی صندلی اورد و آن را در مرکز رینگ قرار داد. دنیل می‌توانست از صندلی استفاده کند و علی‌رغم اینکه با آن بارها به پانک زد، پانک تسلیم نشد. براین سعی کرد با دوست دختر قبلیش مهربانانه صحبت کند که این باعث شد پانک تا شماره۲ او را "رول" کند. پانک صندلی را در گوشه رینگ گذاشت اما همین که خواست براین را به آن بزند ای جی مانع شد. این کار باعث شد براین فرصتی بدست آورد. در هر حال، وقتی براین می‌خواست چوب هاکی را بردارد، ای جی مانع شد. این حواس پرتی، به پانک اجازه داد با صندلی حمله کند. براین روی پانک حرکت "یس لاک" را انجام داد. پانک خود را آزاد کرد و نهایتاً حرکت "جی تی اس" را انجام داد اما براین روی شماره۲ بلند شد. پانک میزی به رینگ آورد و با خرد کردن براین روی آن برنده شد.
مسابقه بعد بین رایبک و تیم کرت هاوکینز و تایلر رکس بود. در طول مسابقه رایبک کمی دچار مشکل شد اما نهایتاً برنده شد.
بعدی مسابقه تیمی دیواها بین لیلا، کیتلین و تأمینا اسنوکا در برابر بث فینیکس، ناتالیا و ایو بود. وقتی داور کنتر مسابقه را از دست داد، تأمینا با لگذ به فینیکس زد. لیلا روی او "نک بریکر" انجام داد و برنده شدند.
شرح مهم‌ترین مسابقه : مسابقه اصلی شامل جان سینا، بیگ شو، کریس جریکو، کین و میز برای فرصت قهرمانی دبلیو دبلیو ای بود. سینا روی میز گزارشگران روی بیگ شو "ای ای" انجام داد و بعد بقیه کشتی گیران روی او نردبان پرتاب کردند. میز روی نردبان خوابیده بود و سینا، کین را روی او پرتاب کرد. جریکو با میز به سینا زد و تنها فرد درون رینگ شد. فقط وقتی جریکو می‌توانست چمدان را بدست آورد، بیگ شو برگشت و با یک دست نردبان را هل داد. او تمام نردبان را بیرون ریخت و نردبان غول آسای خود را بیرون آورد. کین و بیگ شو بالای نردبان مبارزه کردند ولی بیگ شو موفق بود. سپس سینا را به پایین پرت کرد. نهایتاً جریکو با صندلی بیگ شو را متوقف کرد. جریکو و سینا در بالای نردبان با هم مبارزه می‌کردند. وقتی سینا افتاد، جریکو بسیار به پیروزی نزدیک بود. ولی میز آمد. وقتی با جریکو در مبارزه بود، بیگ شو آمد و هر دو را متوقف کرد. سینا از طرف دیگر نردبان بالا آمد و با توقف بیگ شو، چمدان را گرفت.

## نتایج
| شماره         | مسابقه | نوع مسابقه و متن عنوان                                                           | زمان  |
| ------------- | --- | -------------------------------------------------------------------------------- | ----- |
| مسابقه آغازین | کوفی کینگستون و آرتروث (برنده) در مقابل هونیکو و کاماچو                                                                                         | مسابقه تگ تیم                                                                    | ۰۸:۲۲ |
| ۱             | دولف زیگلر (همراه با ویکی گررو) (برنده) در مقابل دمین سانداو، تایسون کید، کریسچن، سنتینو مارلا، تنسای (همراه با ساکاموتو)، کودی رودز و سین کارا | مسابقه نردبانی مانی این د بنک سر چمدان مربوط به کمربند قهرمانی سنگین وزن         | ۱۸:۲۳ |
| ۲             | شیمس (قهرمان) (برنده) در مقابل آلبرتو دل ریو (همراه با ریکاردو رودریگز)                                                                         | مسابقه تک به تک سر کمربند قهرمانی سنگین وزن                                      | ۱۴:۲۵ |
| ۳             | پریمو و اپیکو (همراه با رزا مندز) (برنده) در مقابل تایتیس اونیل و درن یانگ (همراه با ای دبلیو)                                                  | مسابقه تگ تیم                                                                    | ۰۷:۳۲ |
| ۴             | سی ام پانک (قهرمان) (برنده) در مقابل دنیل برایان                                                                                                | مسابقه بدون رد صلاحیت سر کمربند WWE همراه با ای جی لی به عنوان داور مخصوص مسابقه | ۲۸:۱۲ |
| ۵             | رایبک (برنده) در مقابل کرت هاوکیز و تایلر رکس                                                                                                   | مسابقه نابرابر ۲ بر ۱                                                            | ۰۴:۲۱ |
| ۶             | لیلا، کیتلین تامینا اسنوکا (برنده) در برابر بث فینیکس، ناتالیا و ایو تورس                                                                       | مسابقه تگ تیم دیواز ۳ به ۳                                                       | ۰۳:۱۹ |
| ۷             | جان سینا (برنده) در مقابل کین، کریس جریکو، بیگ شو و میز                                                                                         | مسابقه نردبانی مانی این د بنک سر چمدان مربوط به کمربند WWE                       | ۲۰:۱۵ |

## پسایند
جان سینا در قسمت هزارم WWE RAW از چمدان خود برای به دست آوردن کمربند WWE استفاده کرد و در مقابل سی ام پانک قرار گرفت اما آن مسابقه به خاطر دخالت بیگ شو و حمله بیگ شو به سینا با رد صلاحیت شدن پانک به پایان رسید و به این ترتیب جان سینا اولین کسی شد که از چمدان مانی این د بنک خود استفاده کرد اما قهرمان نشد.